# 24時間テレビ37 愛は地球を救う
『24時間テレビ37 「愛は地球を救う」 小さなキセキ、大きなキセキ』（24じかんテレビ37 「あいはちきゅうをすくう」 ちいさなキセキ、おおきなキセキ）は、日本テレビにて2014年8月30日（土曜日）18:30 - 8月31日（日曜日）20:54（JST）に生放送された37回目となる『24時間テレビ』である。メインパーソナリティは関ジャニ∞。

## 概要
2008年（第31回）以来2回目の「8月ラスト2日」放送でありメインパーソナリティには関ジャニ∞が担当。2011年（第34回）以来、3年ぶり2度目となった。
この年は「行列のできる法律相談所」や「関ジャニ7」の制作陣を中心としたスタッフ構成であった。

## 出演者
※グループ名・所属は基本的に当時のもの

### 総合司会
- 羽鳥慎一
- 水卜麻美（日本テレビアナウンサー）

※水卜アナは今回が初担当。以後2024年現在まで担当している。

### メインパーソナリティー
- 関ジャニ∞
  - 横山裕
  - 渋谷すばる
  - 村上信五
  - 丸山隆平
  - 安田章大
  - 錦戸亮
  - 大倉忠義

### チャリティーパーソナリティー
- 杏

### サポーターほか
- 徳光和夫
- 太川陽介
- 六代目片岡愛之助
- 木村佳乃
- 宮迫博之（当時・雨上がり決死隊）
- 後藤輝基（フットボールアワー）
- ふなっしー

### チャリティーマラソンランナー
- 城島茂（TOKIO）

## 企画・コーナー

### タイムテーブル
| 時間         | コーナー名 |
| ------------ | --- |
| 22日 18:30 - | オープニング |
| 30日 18:45 - | 24時間チャリティーマラソン・・・今年は城島茂が40代の代表として武道館を目指し走る！                                                         |
| 30日 19:00 - | 義足の少女が挑む富士登山 安藤美姫・宮川大輔と共に                                                                                          |
| 30日 19:15 - | 日本の絶景をお届け！キセキの飛行 |
| 30日 19:30 - | ９０歳の熱き影絵作家 魂をこめたキセキの巨大作品                                                                                            |
| 30日 19:45 - | ニッポンのキセキを探す ダーツの旅的全国１億人インタビュー！！                                                                              |
| 30日 20:00 - | 鉄人・間寛平（６５歳）陸上十種 日本記録に挑戦！                                                                                            |
| 30日 20:15 - | 耳の不自由な１２歳の少女 日本一のチアリーディングに挑戦                                                                                    |
| 30日 20:45 - | 羽生結弦 被災地への思いを胸に 一夜限りのアイスショー                                                                                       |
| 30日 21:00 - | ドラマスペシャル「はなちゃんのみそ汁」 |
| 30日 23:20 - | 嵐にしやがれ 嵐vs関ジャニ因縁対決生放送で完全決着SP                                                                                        |
| 31日 0:20 -  | 朝まで生しゃべくり007 |
| 31日 1:10 -  | Going!Sports&News |
| 31日 1:45 -  | 朝まで生しゃべくり007 世界記録工場 深夜の日産スタジアムで世界記録に挑戦! 関ジャニ∞渋谷&丸山が行くダーツの旅 村上信五が行く「夜ふかしの旅」 |
| 31日 5:30 -  | 日本列島どんぶり天気予報! |
| 31日 6:00 -  | 日本の朝を元気にする「日本列島キセキリレー」                                                                                               |
| 31日 6:57 -  | 「はなちゃんのみそ汁」真実の物語 |
| 31日 7:30 -  | 母の介護でのキセキ |
| 31日 8:00 -  | ワンちゃん20匹一斉に「おすわり」できるか?                                                                                                  |
| 31日 8:15 -  | 村上信五の「夜ふかし的」キセキの一枚 |
| 31日 8:30 -  | 父の死からわずか5日…レスリング吉田沙保里の奇跡                                                                                             |
| 31日 9:00 -  | 盲目の天才ピアノ少年が華原朋美と感動コラボ                                                                                                 |
| 31日 9:30 -  | 被災地の手紙 |
| 31日 10:00 - | ふなっしーと離島の子ども達 小さな島の大きな運動会                                                                                          |
| 31日 10:30 - | 片岡愛之助が行く!キセキを探すダーツの旅 |
| 31日 11:00 - | １型糖尿病と戦う野球少年 阪神・岩田と交わした約束                                                                                          |
| 31日 11:27 - | つんく♂の手紙 |
| 31日 11:45 - | 城島茂が行くキセキを探すダーツの旅 |
| 31日 12:00 - | 小学校122年の歴史に幕「奇跡のトリックアート」                                                                                              |
| 31日 12:15 - | 義足の走り幅跳びで日本記録に挑戦 |
| 31日 12:27 - | 下半身マヒの犬に奇跡が!? |
| 31日 12:45 - | 水卜麻美が行くダーツの旅 |
| 31日 13:00 - | 教師の情熱が全てをかえた キセキの吹奏楽部                                                                                                  |
| 31日 13:15 - | 日本のご当地キャラ大集合！ 東西対抗夢のリレー対決                                                                                          |
| 31日 14:00 - | 青春の友情のキセキ 高校生ダンス甲子園決勝                                                                                                  |
| 31日 15:00 - | 歌えなかった子供達に力を与えたキセキの合唱曲                                                                                               |
| 31日 16:00 - | キセキのフォーチューンクッキー |
| 31日 16:30 - | 錦戸亮と6年ぶりの弾き語り |
| 31日 16:59 - | 片足をなくした１７歳のイルカショーに挑戦                                                                                                   |
| 31日 17:30 - | チャリティー笑点 |
| 31日 18:00 - | 復活！10年ぶりのチャラーン 林家こん平のキセキ                                                                                              |
| 31日 18:30 - | 片岡愛之助とダウン症の青年 世界的パフォーマーと夢舞台                                                                                      |
| 31日 19:00 - | 被災地の子どもと影絵パフォーマンス |
| 31日 19:30 - | 白血病と闘う少年と杏の絆〜ある小児病棟夏休みの奇跡〜                                                                                       |
| 31日 19:50 - | みるかちゃんの世界旅行 みんなの想いでつなぐ夢                                                                                              |
| 31日 20:10 - | フィナーレ |

## スタッフ
- 技術統括：新名大作
- 美術統括：大川明子
- 総合TD：佐藤勝義
- マイクロプラン：沼田広美
- 音声プラン：林英毅
- 本社VTR︰高村治延、松尾良次
- テロップ︰久保田英嗣
- SDC・SOC︰安田雅、小野寺亮、茂木昭宏、柳沼孝、島本徹
- CVセンター︰藤村祐輔、金子裕一郎、内田宏亨
- マスター︰石島健一郎、大井哲吾、門馬正晃、大胡美津子、近藤護、佐伯賢司
- 放送進行︰木田哲治、安藤茂之、糸井芳恵
- 回線ブッキング：落合俊輔、平野一忠、宅間士朗
- 電話回線設備︰浅川彦四郎、前島聡、石中史彦、旭谷学
- CGデザイン：堀江隆臣、齊藤久志、石渡英明、水落功真、山岸龍、里英樹、藤井真吾、堤泰生、柴田光敏
- 宣伝部：角田久美子、斉藤由美
- 宣伝デザイナー：関口憲司
- 編成：横田崇、荻野健、原司、佐藤俊之
- ネットワーク：白石大海、手柴英斗
- 技術協力：NiTRO
- 美術協力：日テレアート

告知
- - カメラ：奥村誠久
  - AP：沢辺恵美
  - ディレクター：前川瞳美、長嶋永知、成瀬祐太、青山敏雄、吉田智
  - プロデューサー：滝澤真一郎、岩沢錬、上野尚偉、延吉宏美、菅沼洋子

PR
- - AP：村田麻衣
  - プロデューサー：中山薫、伊藤実枝子、所俊輔
- チャリTシャツ製作プロジェクト：竹部歩美、中西裕樹

デジタルコンテンツ
- - 制作統括：宮原耕介、別府彩夏、染川快興
  - プロデューサー：下迫直樹、稲福祥子、小菅亮子、崎田浩介、中村光祐、椿原麻恵、髙桑沙紀、大貫仁史、小幡一夫、原田渉

〔WEB・ケータイチャリティー〕
- - 制作：清水守、興津麻子、未武里沙、黒木麻未、林哲志、松下裕志、阿部洋介、松田紋子、安藤侃、真鍋怜、田中七端、郡司寿美華、高橋雅也、足立広之、海老原聡、神田亮、財津功靖

〔データ放送〕
- - 技術：中曽根貴良、土井清之、髙木静香、長谷部慎、笹川由紀子、伊藤弘樹
  - 制作：秋保成樹、寺本匠、宮武瑞枝、清水亜沙美

〔Join TV〕：安藤聖泰、寺本紀子、村上和弘、鈴木竜一、岩田雅也、清水大輔
24時間テレビ日産チャリティーイベント
- - 特別協賛：日産自動車
  - TD：篠原昭浩
  - SW：石渡裕二
  - カメラ：大谷アグリ
  - MIX：森川哲男
  - VE：森義人
  - 照明：千葉雄
  - 音響：嶋村正勝
  - 音効：高橋秀治
  - モニター：大江房夫
  - AP：田中智子、相馬令子
  - ディレクター：藤井良記、松﨑秀峰、藤田志帆、小岩井佑樹
  - プロデューサー：今井康則、山口敦司

警備本部
- - 警備本部：渡邉修三、小林暢慎、杉山克美、栗田文恵、黒田努、佐々木明、大河敏一、大江志都道
  - 本部長：大沼裕之

汐留本社S1サブ放送本部
- - SW：高田憲一、岩本茂、村松明、高梨正利
  - 音声：中野裕介、加賀金重郎、辻直哉、星野正樹、勝又理行、中村一男
  - 調整：天内理絵、山口孝志、笈川太、佐藤聡一
  - VTR出しディレクター：広江孝吉、星野隆夫、佐藤伸一、入江将也
  - TK：居波初子、山沢啓子、鈴木リサ、長坂真由美、竹島祐子、神保よしみ、奈良里美、伊村佳恵
  - ECG：辻根昌枝、宮前芳恵、橋田可奈子
  - ダイジェストVTR：伊藤茉莉衣、久道恵
  - Twitter：梅本大介
  - 技術コーディネート：山下聖司、渡辺邦宏、加納嗣大
  - 情報・報道VTR担当：町田巨樹
  - プロデューサー：今井大輔

汐留本社S3サブ放送本部
- - 深夜枠TD：牛山敏彦
  - SW：瀧澤壮治
  - 音声：大島康彦、今野健
  - 調整：矢田部昭
  - ECG：滝澤奈美子
  - TK：坂本幸子
  - ディレクター：脇山真太朗

汐留本社リモートサブ
- - TD：橋本治
  - SW：岩原正明、野平和之、菊池宏
  - MIX：佐々木麗、山田淳、和田修
  - CG：関口良一、中島朋礼
  - 音効：山本香織
  - TK：石島加奈子、林恵潤佳
  - Co：市川浩崇
  - ディレクター：椿亮輔、長谷川裕、新井聡史

嵐にしやがれ 生放送SP
- - ナレーター：大塚明夫
  - SW：渡辺滋雄
  - カメラ：津野祐一
  - MIX：池田正義
  - VE：佐久間治雄
  - 照明：小川勉
  - 美術：葛西剛太
  - デザイン：栗原純二
  - 電飾：佐藤勉
  - 装置：秋山メカステージ
  - 大道具：田中庸之、新山翼、高塚敏史
  - 小道具：伊沢英樹
  - デスク：津下佳子
  - AP：柳喜祥、海老名和香、土田麻衣子
  - ディレクター：宮崎浩一、深谷圭二、塩水可菜子
  - チーフディレクター：鈴木和昭、加藤健太、川上渡
  - プロデューサー：森下典子

村上信五が行く!! 夜ふかしの旅
- - ナレーター：佐藤賢治
  - ディレクター：尾之上祐太、春山正宏
  - AP：小松愛
  - プロデューサー：斎藤みさ子、古賀絢子

朝まで生しゃべくり007
- - ナレーター：佐藤賢治、ラルフ鈴木（日本テレビアナウンサー）
  - SW：米田博之
  - カメラ：日向野崇
  - 音声：中村宏美
  - 調整：斎藤孝行
  - 照明：木村弥史、藤山真緒
  - 電飾：丹野順哉
  - 美術：山本澄子
  - デザイン：道勧英樹
  - 大道具：櫻岡諒、永瀬雅俊
  - 小道具：高橋吉彦
  - オブジェ：清水綾乃
  - 特効：堀田秀二郎
  - 花装飾：藤崎華代
  - メイク：栗原真理亜、松井悦子
  - TK：大岡伸江、春日千佳子
  - 制作進行：横山琢磨
  - AP：内野絵美、佐藤愛、坂元紫乃、村越多恵子
  - ディレクター：諏訪一三、岩本智也、伊藤航、小林亘、岡山眞也、熊谷芳子、仲西正樹
  - プロデューサー：名田雅哉、檀沙織、石原由季子、吉田一浩
  - チーフディレクター：相田貴史

世界記録工場
- - 中継TD：三沢津代志
  - SW：村田陸彦
  - カメラ：山田大輔
  - MIX：大場悟
  - VE：石坂忠義
  - 大道具：橋本洸平
  - メイク：村上静子
  - ディレクター：外石隆幸
  - プロデューサー：西川宏一
  - 演出：西村明浩

Going!Sports&News
- - 演出：柳沢英俊、井田隆寛、田中俊光

少女が挑む富士登山　安藤美姫・宮川大輔と共に
- - ナレーター：立木文彦
  - TD：保刈寛之
  - TD・マイクロ：小峰祐司
  - 音声プラン：安楽修平
  - TD・音声：高岡彰吾
  - TD・VE：岡田直紀
  - SW：高橋尚志
  - VE：高橋卓
  - カメラ：水谷元保、横瀬勉、佐々木由、石橋孝雄、石井英明
  - RC空撮：塚部省一
  - CA：岩佐淳司、山下真司
  - 音声：櫻田勝博、廣瀬あかり、宮崎崇、船越正道、板橋翔、小池隆
  - マイクロ：梅村隆、末永幸成、岩間知行、宮路龍太、寺澤由明、橋詰聖仁、治田暁人
  - 照明：星勇次
  - ヘリコTD：各務裕之
  - ヘリコカメラ：佐藤豊
  - TK：夏目理恵子
  - 撮影協力：ウェックトレック
  - 編集：オムニバス・ジャパン
  - 音効：保苅智子
  - 中継車：青木章浩
  - AP：池田供子、円城寺剛
  - コーディネーション：鶴巻昌宏
  - ディレクター：石﨑史郎、小野寺健、白井秀知
  - プロデューサー：松本京子、岡崎成美

日本の絶景をお届け！キセキの飛行船
- - ナレーター：太川陽介
  - TD：黒木貴博、川村雄一、田口徹
  - SW：原島伸光
  - MIX：南雲長忠
  - AUD：松田崇史
  - 飛行船協力：ワーナー・グレイ
  - 人文字指導：日本体育大学
  - メイク：小野かおり
  - 読売テレビ：千原徹、黒田賢治、廣谷美洋、佐々木健太、南佳正、濱崎麻衣、藤本博樹、西垣善憲、斎藤洋介、北村俊典、山本亮輔
  - 札幌テレビ：岡嶋勲、松野史、竹西直人、小田智章、喜井雅章、中野修一、濱野秀之、庭山里奈、伊藤浩也、藤川璃乃
  - テレビ信州：倉島三雄、佐藤勉、太田久道、柴田隆、望月裕也
  - ディレクター：藤﨑一成、道下貴之、黒石岳志
  - 演出：内田秀実
  - AP：本橋亜土
  - プロデューサー：伊東修、國谷茉莉、杉田文彦

キセキの一枚・奇跡のトリックアート
- - ナレーター：あおい洋一郎
  - トリックアート協力：プロジェクションマッピング協会
  - ロケ技術：テクノマックス
  - ディレクター：小林周一、牛込剛、小西貴郎
  - プロデューサー：林田竜一、酒井正義
  - 演出：黒川高

海底の神秘! キセキの千年サンゴ
- - 四国放送：野口信博、石田崇

90歳の影絵作家 魂をこめたキセキの作品
- - ナレーター：服部伴蔵門
  - ディレクター：吉川真一朗、加賀谷健吾
  - フロアディレクター：濱野英典
  - プロデューサー：荻原伸之、北條とも子
  - AP：林美菜

TOKIO城島 43歳の奇跡 101kmマラソン
- - TD・SW：諏訪勝
  - VE：柳澤圭佑
  - 音声：篠田貴之
  - TD：萩野谷直樹、加藤大介、高橋一徳、東條和人、本間一美
  - カメラ：今別府元気、熊谷真悟、八木原輝
  - ドライバー：相沢正博、花渕敏
  - 照明：井口弘一郎、真壁弘
  - ENG：松丸明夫
  - デザイン：浅田一花
  - 大道具：伊東浩、中川清
  - マラソンプロデューサー：坂本雄次
  - マラソンコーディネーター：比企啓之、佐藤成人、川野竜男、中川修一、大穀敬太、中澤玲子、上北康弘、滝川翼
  - ランナーケア：海老澤一哉
  - GPS：木屋芙美乃
  - ノンリニア：高野和子
  - 制作進行：石井希和、田口美和子、大澤和宏
  - ディレクター：那須太輔、廣瀬由紀子、有田駿介、高野透矢、奥村竜、東海林大介、曽我翔、齋藤郁恵、梅澤将、嵐修三郎、齋藤郁恵、浦川智之、須磨洋太、山口大輔、竹内潤
  - プロデューサー：川邊哲也、阿河朋子、小川明人、糸井聖一 / 中村博行

チャリティーマラソンランナーVTR
- - ナレーター：平野義和
  - ディレクター：松田菜生、木村元継、味岡晃司
  - チーフディレクター：中澤洋貴
  - AP：井手茶智
  - プロデューサー：島田総一郎、切替愛

ダーツの旅的全国1億人インタビュー
- - ナレーター：真地勇志
  - ディレクター：森田隆行、大石正通、花田康平、永井ひとみ
  - プロデューサー：江尻直孝
  - AP：須藤大介

羽生結弦 被災地への思いを胸に…アイスショー
- - ナレーター：窪田等
  - TD：鈴木修一（青森放送）
  - SW：望月達史
  - カメラ：里村竜也（青森放送）
  - VE：齋藤裕己（青森放送）、館田陽仁（札幌テレビ）
  - MIX：太田理（青森放送）
  - クレーン：米窪康成
  - 音響：新谷勝彦
  - 照明：内藤晋、大野精一
  - PD：海老澤明子、高橋雅昭
  - AP：清千里
  - ディレクター：久木野大、小元肇、小野勇樹
  - プロデューサー：吉田尚代、大越理央
  - チーフプロデューサー：山田克也

耳の不自由な少女　日本一のチアリーディングに挑戦
- - ナレーター：小倉久寛
  - AP：矢嶋麻実
  - 音効：高取謙
  - ディレクター：中山準士、飯高昌宏
  - プロデューサー：八木田祐子

鉄人・間寛平 陸上十種 日本記録に挑戦！
- - ナレーター：林田尚親
  - 協力：日産スタジアム、横浜市陸上競技協会、ニシ・スポーツ
  - 中継TD：小澤俊博
  - SW：伊藤秀雄
  - カメラ：今野智道
  - MIX：伊藤義典
  - VE：明庭保昭
  - 音効：加藤つよし
  - モニター：吉邑光司
  - 美術：三浦昭彦
  - 美術デザイナー：北村春美
  - 装置：赤木直樹
  - 電飾：冨田仁
  - イントレ：島田義久
  - CG：宮内聡、鈴木寿晃、三浦智己
  - 中継ディレクター：矢嶋哲也、冨田潤一郎
  - ディレクター：藤田飛鳥、小林圭子、藤島幸輔
  - AP：吉村真人、加藤万紀子
  - プロデューサー：紀内良彦、熊谷暁夫、五十嵐貢、古城戸利香
  - 演出：長谷川孝

真実の物語「はなちゃんのみそ汁」
- - ナレーター：窪田等
  - ディレクター：長井香織

日本列島どんぶり天気予報!
- - ディレクター：佐津川陽、川上修
  - AP：小森亮
  - プロデューサー：萩原朋子

日本列島キセキリレー　
- - ナレーター：平野義和
  - プロデューサー：上野真二

●自販機でジュースを買う キセキの天才ザル
- - 福島中央テレビ：藤田潮、佐藤昭徳

●0.3秒で書き上げる キセキの達人
- - 読売テレビ：太口清仁、杉本麻也

●リクガメに乗って移動する キセキのヤギ
- - 熊本県民テレビ：村川博、小崎諭

●キセキの技!イルカの空中キャッチボール
- - 長崎国際テレビ：大宝美貴子

人とワンちゃんのキセキ 20匹一斉おすわり新記録
- - ナレーター：森富美（日本テレビアナウンサー）
  - ディレクター：神野正義
  - メイク：高江洲結子
  - 演出：宮森宏樹
  - プロデューサー：長瀬徹、原田里美

全日本レスリング界 天国の父が私たちに力をくれた
- - ナレーター：窪田等
  - 演出：柳瀬寿明
  - カメラ：平見進

天国の妻から届いた奇跡の手紙
- - ナレーター：窪田等
  - プロデューサー：髙松明央
  - AP：済本明里
  - ディレクター：川端鉄也

ふなっしーと子ども達　小さな島の大きな運動会
- - ナレーター：宮迫博之
  - ENG：川島孝夫
  - カメラ：岩澤治、三浦貴広、二宮貴司、佐田匡宏、勝部晋太郎
  - VE：弓山隼、塙健志、松田孝之
  - MA：山田謙一
  - PA：吉田比呂樹
  - 編集：生田目隼
  - ディレクター：高梨智子、桑山ゆうり、田辺純平、佐藤珠恵、森岡早苗
  - プロデューサー：南里梨絵
  - AP：三浦由舞
  - 制作進行：岡村元
  - 撮影協力：飛島の皆さん、飛島小中学校、飛島コミュニティセンター
  - 映像協力：山形放送

青春と友情のキセキ 高校生ダンス甲子園
- - ナレーター：平井誠一
  - 大道具：大川啓介、鷲嵜季映
  - ディレクター：柴山悟史、水沼保和、大野佳理、久武敬人
  - 演出：武石政人
  - プロデューサー：牛丸謙壱、錦信次、笠井彩

１型糖尿病と闘う野球少年　阪神・岩田と交わした約束
- - ナレーター：平野義和
  - AP：峯亜希子
  - ディレクター：田中真之

義足のアスリート 走り幅跳び日本記録に挑戦
- - ディレクター：築地敦史、栄永英幸、中村英雄

もう一度走らせてあげたい 下半身マヒの犬に奇跡を
- - ナレーター：三村ロンド
  - ディレクター：唐沢宏一
  - 演出：内田浩
  - AP：藤井理絵
  - プロデューサー：渡部祐一
  - 監修：飯塚脩（光が丘動物病院グループ）

教師の情熱がかえた キセキの吹奏楽部
- - ナレーター：井上喜久子
  - AP：二瓶朱美
  - ディレクター：韮沢隆人、藤山志歩

ご当地キャラ大集合! 東西対抗夢のリレー対決
- - ディレクター：長田卓也、楠本郁
  - 演出：上田容史

子供達に力を与えたキセキの合唱曲
- - ナレーター：服部伴蔵門
  - ディレクター：高木悟、満冨洋隆
  - プロデューサー：佐藤友美
  - 演出：橋本和明

奇跡の復活を信じた少女
- - ナレーター：窪田等
  - TD・SW：林洋介
  - CAM：東武志
  - VE：中村俊介
  - 特機：エヌティーピー
  - MIX：清水新太郎
  - AUD：小澤太
  - PA：富田憲太
  - LD：下平好実
  - 技術協力：CTV MID ENJIN、tssプロダクション
  - 協力：ポートメッセなごや名古屋市国際展示場
  - AP：山田美穂、山崎みみ
  - ディレクター：徳竹陽介、高橋正昭
  - 演出：市野雅一
  - 演出・プロデューサー：藤本弘志
  - プロデューサー：毛利忍、大澤裕二

片岡愛之助とダウン症の青年 世界的パフォーマーと夢舞台
- - ナレーター：片岡愛之助
  - 映像協力：白A
  - ダンス協力：牧野アンナ
  - 制作進行：吉岡夕佳、山本俊哉、本嶋佳子
  - ディレクター：宮本将孝
  - 演出：藤森真実
  - プロデューサー：羽村直子

片足を失くした17歳 キセキのイルカショーに挑戦
- - ナレーター：木村佳乃
  - 協力：AQUA WORLD 茨城県大洗水族館
  - ロケ技術：稲田晃宏
  - カメラ：二宮塁
  - 演出：川俣和也
  - ディレクター：竹田卓将、高橋雅樹
  - プロデューサー：佐藤理恵
  - AP：山脇瞳

チャリティー笑点
- - SW：宮崎和久
  - カメラ：赤沢知弘
  - 音声：酒井孝
  - 美術：高野泰人
  - デザイン：大竹潤一郎
  - 大道具：田村佳久
  - 小道具：佐々木洋平
  - 電飾：飯塚奈美
  - 衣裳：栗田佐智子
  - メイク：外山奈津子
  - AP：小森佳代子
  - FM：山口裕之
  - ディレクター：中田志保、高木裕司
  - プロデューサー：飯田達哉、大畑仁

10年ぶりのチャラーン 林家こん平のキセキ
- - ナレーター：岩崎良美
  - ディレクター：渡邊伸
  - 演出：若林愛美
  - プロデューサー：林はる佳

イモトアヤコ&いとうあさこ 被災地の子どもと影絵
- - ナレーター：水樹奈々
  - ロケ技術：エイ・フィールド
  - CAM：青木芳行、横尾暁祥
  - 音声：土方章浩
  - 写真協力：アフロ
  - 撮影協力：株式会社サウンドクルー YELLOW STUDIO
  - 海外コーディネーション：EN films
  - 映像提供：MDA SHOW of STRENGTH
  - AP：吉澤枝里子
  - 影絵指導：THE SILHOUETTE®️&Lynne Waggoner～Patton
  - ディレクター：猪股由太郎、武井正弘、吉村彰人
  - プロデューサー：興石将大

小児病棟から見える花火 杏が作る夏祭り
- - ナレーター：遠藤憲一
  - CAM：綿野光士
  - 音声：原田真也
  - 音効：北澤寛之
  - ディレクター：大場剛、川名良和、徳江雄一、奈須亮三
  - プロデューサー：国部有紀、米村まどか

みんなの想いでつなぐ みるかちゃんの世界旅行
- - ナレーター：安田章大
  - ディレクター：小川大輔、高橋秀与
  - プロデューサー：筒井梨絵
  - AP：城下直子

FAX
- - ディレクター：藤村利晴、栗栖政文、下田和則
  - プロデューサー：森下泰男
  - 演出：畠山剛治

キセキの力
- - AP：金ビンナ、照井ゆずみ
  - リサーチ：羽柴千晶、金田佑馬
  - ディレクター：佐谷直子、大原正也、鈴嶋直子、清水ヒロシ、田中友洋、守屋茂員、丸山太嘉志、坂上祐生、福井翔一朗、廣田健介
  - 演出：鈴木守、川崎文平
  - プロデューサー：小島俊一、神尾育代、黒川こず枝、森栄一郎

日本武道館
- - TD：菅谷典彦
  - 音声プラン：原秀彰
  - SW：鎌倉和由、松嶋賢一、吉田健治、安藤康一
  - カメラ︰大庭茂嗣、福田伸一郎、早川智晃、中村哲也、田代義昭、伊勢本活敬、佐藤裕司、山内剛、岩永雄允、矢作陽一、北折雅人、高野信彦、水梨潤、木藤和久、蔦佳樹、荻野高康、小林宏義、茅野竜徳、高松里恵、藤井陸、小野寺裕太、髙木亮
  - 音声︰中島和真、小原正広、小境健太郎、川合亮、宮内貞、荒金俊光、滝口祐造、瀧島要介、村上正
  - 調整︰石野太一、小澤郁彌、小野敏之、久野崇文、鈴木雄仁、狩野博貴、中村晋也、渡邊佳寛、吉﨑慶、矢込宏敬
  - 音楽効果：村上義行、金沢裕一、宮川素子、吉田茂、中野瞬
  - 照明：小笠原雅登、森田恵太郎、松山努
  - デザイン：熊崎真知子、波多野真理
  - 美術：栗原和也
  - 設営：石原隆
  - 大道具︰四之宮克成、和田修吾
  - 電飾︰二階堂哲也、岩井直樹
  - 特殊効果︰内山栄一
  - 小道具︰米山幸市
  - バルーン：細田修
  - 小道具︰安澤淳
  - 花装飾︰笠松信之
  - アクリル︰松本健
  - メイク︰塩山千明
  - VTR出しディレクター：奥河内都、高橋宏典
  - ステージング：MIKO、小堀理恵子
  - TK：中村ひろ子、矢島由紀子、桜井えみこ、田中彩、山際慎子
  - 編曲：たかしまあきひこ、しかたたかし
  - オーディオコーディネーター：鳥飼弘昌
  - 演奏：ガッシュアウト、フェイスミュージック
  - コーラス：フィジー、ミュージッククリエイション、日テレ学院
  - 手話コーラス隊：日本テレビ愛の小鳩事業団
  - アシスタント：日本テレビイベントコンパニオン
  - 日テレ学院コーラスコーディネーター：飯田啓之、遠藤佐知子、大西麗
  - ゲストフォロー：東條いづみ、西野真貴、加藤晋也、高尾あずみ
  - フロアディレクター：舟澤謙二、長谷川賢一、杉岡士朗、氣賀澤宏隆、高橋康之、徳永清孝、影山幸子、宇津浩二、石原孝昌、川島啓史、後藤喬之、宮太一、渡邊友一郎、水野格、藤戸星妃、前田大輔、須原翔、諸田景子
  - プロデューサー：高谷和男、前田直敬、藤野はるか
- 武道館コーディネーション：内藤智子、光岡裕子、脇阪真琴、植原佳世子、森田佳苗
- ケータリング：中田洋、野崎麻由美、石塚理
- 協力：日本武道館
- 制作協力：IVSテレビ制作、アイヴリックスタジオ、アガサス、アクロ、AX-ON、いまじん、えすと、エムファーム、オリオンクルー、オンリー・ワン、キューアップ、極東電視台、クランクレスト、ケイファクトリー、コール、コスモ・スペース、ゴッドキッズ、ザイオン、ザ・ワークス、ジッピー、SINGARI、仁プロデューシング、厨子王、スパイスファクトリー、創輝、てっぱん、日企、日テレイベンツ、パッション、パンドラ、ブームアップ、フォアキャスト・コミュニケーションズ、フォーミュレーション、フルタイム、マイプラン、モスキート、ユニオン映画、ランナーズ・ウェルネス、ロール・ワン
- チャリTシャツデザイン：天野喜孝
- 構成作家：桜井慎一、ヒロハラノブヒコ、アリエシュンスケ、木南広明、林田晋一/会沢展年、石塚祐介、石田謙祐、内海譲司、遠藤佳三、大谷裕一、小野高義、柏木克紀、菊池裕一、小林哲也、坂本茜、佐藤かんじ、城啓介、上下真三、高梨武志、田代裕、田中直人、利光宏治、とちぼり元、成瀬正人、西村隆志、根本ノンジ、長谷川勉、長谷川優、藤原琢也、堀江里光、正宗史子、丸山コウジ、三木睦郎、宮崎牛丼、山田浩康、横山誠一、山崎康生

「24時間テレビ」チャリティー委員会事務局
- - 事務局長：高見俊彰
  - 事務局：保坂昌宏、市嶋文裕、武井実、薄井真奈、坂本奈津、梅村由紀、兒島理佳子/全国のボランティアの皆さん、草の根チャリティーネットワーク
- 制作進行：東原祐子、西村友美
- 制作：梅原幹、長尾泰希、廣瀬健一
- 武道館ディレクター：上田崇博、利根川広毅、川口信洋、井上尚也、小松正樹、市川隆
- 汐留本社S1サブディレクター：伴在正行、森山琢哉、鈴間広枝、岩鼻優
- S1サブ演出：三觜雅人、清水星人、川邊昭宏、古立善之
- 全体進行：斉藤寿
- プロデューサー：小野隆史、吉無田剛、切田美伸、岩下英恵
- 武道館演出：福田逸平太
- 総合プロデューサー：道坂忠久
- 総合演出：髙橋利之
- チーフプロデューサー：加藤幸二郎、田中宏史
- 制作指揮：福田博之
- 製作著作：日本テレビ